# 3 janvier 1800
Le 3 janvier 1800 est le 3e jour de l'année 1800 du calendrier grégorien. Il s'agit d'un vendredi.

## Événements
- John Honey (en), étudiant à l’Université de St Andrews, sauve l’équipage d’un navire au large de St Andrews[1]. Sa mémoire y est toujours honorée, surtout dans le milieu estudiantin.

### En France
- Mise en place de la garde consulaire.[réf. nécessaire]
- Prise de fonction du ministre plénipotentiaire Pierre-Louis Roederer, en République batave et en Suisse.[réf. nécessaire]
- Levée de l’embargo mis sur les vaisseaux neutres dans les ports de France[2].
- Jean-Baptiste Mailhe est amnistié[2].

## Naissances
- Étienne-Michel Faillon, historien, prêtre sulpicien[3] ; certaines sources avancent sa naissance au 29 décembre 1799[4].
- Henry Rose (en)[5].

## Décès
- Karl Wilhelm Finck von Finckenstein, homme politique prussien[6].